# Дарвін серед машин
«Дарвін серед машин» — стаття, опублікована в газеті The Press 13 червня 1863 року в Крайстчерчі, Нова Зеландія. Назва статті посилається на роботу Чарльза Дарвіна. Написана Семюелем Батлером, але підписана Cellarius. У статті розглядається ймовірність того, що машини є різновидом «механічного життя», яке постійно еволюціонує, і що зрештою машини можуть витіснити людей як домінуючий вид:

Поставимо собі запитання: яке створіння ймовірно стане наступником людини у пануванні на Землі? Ми часто були свідками цього обговорення; та нам здається, що ми самі створюємо власних наступників; щодня ми поліпшуємо красу та витонченість їхньої фізичної організації; щодня ми надаємо їм все більшу владу та забезпечуємо всілякими геніальними пристосуваннями ту саморегулюючу, самодіючу силу, яка буде для них тим, чим інтелект був для людської раси. З плином століть ми перетворимося на нижчу расу.
...
Проте з кожним днем машини здобувають перевагу над нами; кожного дня ми все більше підкоряємося їм; щодня все більше людей прив’язані до машин як раби, щоб доглядати за ними, все більше людей щодня присвячують всю свою життєву енергію розвитку механічного життя. Результат — лише питання часу, але те, що настане час, коли машини отримають справжнє панування над світом і його мешканцями, — жодна людина справді філософського мислення не може сумніватися в цьому навіть на мить.
Оригінальний текст (англ.)
We refer to the question: What sort of creature man’s next successor in the supremacy of the earth is likely to be. We have often heard this debated; but it appears to us that we are ourselves creating our own successors; we are daily adding to the beauty and delicacy of their physical organisation; we are daily giving them greater power and supplying by all sorts of ingenious contrivances that self-regulating, self-acting power which will be to them what intellect has been to the human race. In the course of ages we shall find ourselves the inferior race.
...
Day by day, however, the machines are gaining ground upon us; day by day we are becoming more subservient to them; more men are daily bound down as slaves to tend them, more men are daily devoting the energies of their whole lives to the development of mechanical life. The upshot is simply a question of time, but that the time will come when the machines will hold the real supremacy over the world and its inhabitants is what no person of a truly philosophic mind can for a moment question.

Стаття закінчується закликом:

Проти них має бути негайно оголошена війна до смерті. Кожна машина будь-якого роду повинна бути знищена доброзичливцями свого виду. Не робімо жодного виключення, повернімося до первісного стану людської раси.
Оригінальний текст (англ.)
War to the death should be instantly proclaimed against them. Every machine of every sort should be destroyed by the well-wisher of his species. Let there be no exceptions made, no quarter shown; let us at once go back to the primeval condition of the race.

## Книга машин
Батлер розвинув цю та наступні свої статті в «Книгу машин», три розділи Еревона, опубліковану анонімно в 1872 році. Еревонське суспільство, яке уявив Батлер, давно зазнало революції, яка знищила більшість механічних винаходів. Оповідач роману знаходить книгу, яка докладно описує причини цієї революції, і перекладає її для читача. У розділі XXIII кілька цитат з цієї уявної книги обговорюють можливість машинної свідомості:

«Немає жодної безпеки», — цитуючи його власні слова, — «проти остаточного розвитку механічної свідомості, у тому, що машини зараз майже не володіють свідомістю. Молюск не наділений великою свідомістю. Подумайте про надзвичайний прогрес, якого досягли машини протягом останніх кількох століть, і зверніть увагу на те, як повільно розвиваються царства тварин та рослин. Більш високоорганізовані машини — створіння не стільки вчорашні, скільки останніх п’яти хвилин, так би мовити, у порівнянні з минулим часом.»
...
«Або,» — продовжує він, — «слід визнати, що багато дій, які вважаються чисто механічними і несвідомими, містять більше елементів свідомості, ніж допускалося досі (і в цьому випадку зародки свідомості можна буде знайти в багатьох діях вищих машини) — Або (припускаючи теорію еволюції, але водночас заперечуючи свідомість рослин та кристалів) людська раса  походить від речей, які взагалі не мали свідомості. У цьому випадку немає апріорної неймовірності в походженні свідомих (і більше ніж свідомих) машин від тих, що існують зараз, за винятком того, про що свідчить очевидна відсутність будь-якої репродуктивної системи в механічному царстві.»
Оригінальний текст (англ.)
[
"There is no security" — to quote his own words — "against the ultimate development of mechanical consciousness, in the fact of machines possessing little consciousness now. A mollusc has not much consciousness. Reflect upon the extraordinary advance which machines have made during the last few hundred years, and note how slowly the animal and vegetable kingdoms are advancing. The more highly organized machines are creatures not so much of yesterday, as of the last five minutes, so to speak, in comparison with past time."
...
“Either,” he proceeds, “a great deal of action that has been called purely mechanical and unconscious must be admitted to contain more elements of consciousness than has been allowed hitherto (and in this case germs of consciousness will be found in many actions of the higher machines) — Or (assuming the theory of evolution but at the same time denying the consciousness of vegetable and crystalline action) the race of man has descended from things which had no consciousness at all. In this case there is no à priori improbability in the descent of conscious (and more than conscious) machines from those which now exist, except that which is suggested by the apparent absence of anything like a reproductive system in the mechanical kingdom."
] Помилка: {{Lang}}: текст вже має курсивний шрифт (допомога)

Пізніше, у розділі XXIV, уявна книга також обговорює ідею того, що машини можуть «розмножуватися» як живі організми:

«Але машини, які відтворюють машини, не відтворюють машин подібних до себе. Наперсток може бути зроблений машиною, але він не був і ніколи не буде виготовлений за допомогою іншого наперстка. Знову ж таки, якщо ми звернемося до природи, ми знайдемо безліч аналогій, які покажуть, що репродуктивна система може бути в повній силі, навіть якщо новостворена істота не буде того самого виду, що й її творець. Дуже небагато істот відтворюють подібних до себе; вони відтворюють щось, що потенціально може стати тим, чим були їхні батьки. Таким чином метелик відкладає яйце, це яйце може стати гусеницею, гусениця може стати лялечкою, а лялечка може стати метеликом; і хоча я щиро визнаю, що зараз не можна сказати, що машини мають більше ніж зародок справжньої репродуктивної системи, хіба ми не були свідками того, що лише нещодавно машини отримали зародки рота та шлунка? І чи не можна зробити певний крок у напрямку справжнього розмноження, який буде так само значним, як нещодавні кроки, зроблені у напрямку справжнього харчування?»
«Цілком можливо, що завершена система в багатьох випадках може бути другорядною. Лише певні класи машин можуть бути плідними, тоді як решта виконує інші функції в механічній системі, подібно до того, як переважна більшість мурах і бджіл не мають нічого спільного з продовженням свого виду, а добувають їжу та зберігають її, не замислюючись про репродукцію. Не можна розраховувати на повну аналогію; точно не зараз і, напевно, ніколи; але хіба в даний момент не існує достатня аналогія, щоб викликати у нас серйозне занепокоєння щодо майбутнього, і зробити нашим обов’язком стримувати зло, поки ми ще можемо це зробити? Машини можуть у певних межах породжувати машини будь-якого класу, незалежно від того, наскільки вони відрізняються від них самих. У кожного класу машин, ймовірно, будуть свої особливі механічні розмножувачі, а найвищі з них будуть завдячувати своїм існуванням великій кількості батьків, а не лише двом.»
«Складний зараз, але наскільки простішим і розумніше організованим він стане через сто тисяч років? чи за двадцять тисяч? Бо в даний час люди вірять, що їх інтерес лежить у цьому напрямку; вони витрачають незліченну кількість праці, часу та думок на те, щоб машини плодилися все краще й краще; їм вже вдалося досягти багато чого, що колись здавалося неможливим, і, здається, немає меж для результатів накопичених удосконалень, якщо їм дозволити переходити з модифікаціями від покоління до покоління.»
Оригінальний текст (англ.)
“But the machines which reproduce machinery do not reproduce machines after their own kind. A thimble may be made by machinery, but it was not made by, neither will it ever make, a thimble. Here, again, if we turn to nature we shall find abundance of analogies which will teach us that a reproductive system may be in full force without the thing produced being of the same kind as that which produced it. Very few creatures reproduce after their own kind; they reproduce something which has the potentiality of becoming that which their parents were. Thus the butterfly lays an egg, which egg can become a caterpillar, which caterpillar can become a chrysalis, which chrysalis can become a butterfly; and though I freely grant that the machines cannot be said to have more than the germ of a true reproductive system at present, have we not just seen that they have only recently obtained the germs of a mouth and stomach?  And may not some stride be made in the direction of true reproduction which shall be as great as that which has been recently taken in the direction of true feeding?”
“It is possible that the system when developed may be in many cases a vicarious thing. Certain classes of machines may be alone fertile, while the rest discharge other functions in the mechanical system, just as the great majority of ants and bees have nothing to do with the continuation of their species, but get food and store it, without thought of breeding. One cannot expect the parallel to be complete or nearly so; certainly not now, and probably never; but is there not enough analogy existing at the present moment, to make us feel seriously uneasy about the future, and to render it our duty to check the evil while we can still do so?  Machines can within certain limits beget machines of any class, no matter how different to themselves. Every class of machines will probably have its special mechanical breeders, and all the higher ones will owe their existence to a large number of parents and not to two only.”
“Complex now, but how much simpler and more intelligibly organised may it not become in another hundred thousand years? or in twenty thousand?  For man at present believes that his interest lies in that direction; he spends an incalculable amount of labour and time and thought in making machines breed always better and better; he has already succeeded in effecting much that at one time appeared impossible, and there seem no limits to the results of accumulated improvements if they are allowed to descend with modification from generation to generation.”

Це поняття машинної «репродукції» передує пізнішому поняттю самовідтворюваних машин, хоча в розділі XXV уявна книга припускає, що хоча існує небезпека того, що люди стануть підкорятися машинам, машини все одно потребуватимуть людей для допомоги в їх відтворенні та підтримці:

«У цьому полягає небезпека для нас. Бо багато хто, здається, схильний погодитися на таке ганебне майбутнє. Вони говорять, що хоча людина має стати для машин тим, чим для нас є кінь і собака, вона все ж існуватиме й надалі, і, ймовірно, їй буде краще в стані одомашнення під благодійним правлінням машин, ніж у теперішньому дикому стані. Ми ставимося до домашніх тварин з великою добротою. Ми забезпечуємо їх всім тим, що вважаємо найкращим для них; і не може бути сумніву, що наше вживання м’яса збільшило щастя домашніх тварин, а не зменшило його. Подібним чином є підстави сподіватися, що машини люб’язно використовуватимуть нас, оскільки їх існування значною мірою залежатиме від нашого; вони керуватимуть нами залізним прутнем, але не з'їдять нас; вони потребуватимуть наших послуг не лише у розмноженні та вихованні їх молоді, але й для обслуговування як прислуги; щоб збирати їжу та годувати їх; щоб відновлювати їх здоров'я під час хвороби; і або ховати їх мертвих, або перетворювати померлі механізми на нові форми механічного життя.»
Оригінальний текст (англ.)
“Herein lies our danger. For many seem inclined to acquiesce in so dishonourable a future. They say that although man should become to the machines what the horse and dog are to us, yet that he will continue to exist, and will probably be better off in a state of domestication under the beneficent rule of the machines than in his present wild condition. We treat our domestic animals with much kindness. We give them whatever we believe to be the best for them; and there can be no doubt that our use of meat has increased their happiness rather than detracted from it. In like manner there is reason to hope that the machines will use us kindly, for their existence will be in a great measure dependent upon ours; they will rule us with a rod of iron, but they will not eat us; they will not only require our services in the reproduction and education of their young, but also in waiting upon them as servants; in gathering food for them, and feeding them; in restoring them to health when they are sick; and in either burying their dead or working up their deceased members into new forms of mechanical existence.”

Далі автор уявної книги каже, що хоча життя під машинним правлінням може бути матеріально зручним для людей, думка про те, що людська раса буде витіснена в майбутньому, так само жахає його, як думка про те, що його далекі предки були кимось іншим, ніж повноцінними людьми (можливо, Батлер уявляє автора антиеволюціоністом або таким, хто вірить в еволюцію, але все одно вважає цю ідею шокуючою), тому він закликає знищити всі машини, які використовувалися менше 300 років, щоб не дати цьому майбутньому здійснитися:

«Сила звичаю величезна, і зміни відбуватимуться настільки поступово, що людське відчуття того, що йому належить, жодного разу не буде різко шоковане; наші кайдани підкрадуться до нас безшумно й непомітно; і ніколи не буде такого зіткнення бажань між людиною та машинами, яке призведе до зіткнення між ними. Машини вічно воюватимуть між собою, але вони все ще потребуватимуть людину як істоту, за допомогою якої в основному вестиметься ця боротьба. Насправді немає приводу для тривоги щодо майбутнього щастя людини, поки вона продовжує приносити будь-яку користь машинам; вона може стати нижчою расою, але все одно житиме нескінченно краще, ніж зараз. Чи не абсурдно й нерозумно заздрити нашим благодійникам? І чи не будемо ми винними в неперевершеній дурості, якщо відкинемо переваги, яких ми не можемо отримати іншим шляхом, лише тому, що вони передбачають ще більшу вигоду для інших створінь? “З тими, хто сперечається подібним чином, у мене немає нічого спільного. Я з таким же жахом боюся повірити, що мою расу можна коли-небудь витіснити чи перевершити, з яким мав би повірити, що навіть у найвіддаленіший період мої предки не були людьми. Якби я повірив, що десять сотень тисяч років тому хоч один із моїх предків був істотою відмінною від мене, я втратив би будь-яку самоповагу і більше не отримував би задоволення від життя. Так само я почуваюся щодо моїх нащадків, і я вірю, що це почуття буде настільки загальним, що держава негайно припинить будь-який подальший механічний прогрес і знищить всі вдосконалення, які були зроблені за останні триста років. Я не проситиму більшого. Ми можемо довіряти собі, маючи справу з машинами, що залишаться, і хоча я волів би знищити механізми ще на двісті років у минуле, я усвідомлюю необхідність компромісу, і готовий пожертвувати своїми особистими переконаннями та задовольнитися 300 роками. Менше цього буде недостатньо.”»
Оригінальний текст (англ.)
“The power of custom is enormous, and so gradual will be the change, that man's sense of what is due to himself will be at no time rudely shocked; our bondage will steal upon us noiselessly and by imperceptible approaches; nor will there ever be such a clashing of desires between man and the machines as will lead to an encounter between them. Among themselves the machines will war eternally, but they will still require man as the being through whose agency the struggle will be principally conducted. In point of fact there is no occasion for anxiety about the future happiness of man so long as he continues to be in any way profitable to the machines; he may become the inferior race, but he will be infinitely better off than he is now. Is it not then both absurd and unreasonable to be envious of our benefactors? And should we not be guilty of consummate folly if we were to reject advantages which we cannot obtain otherwise, merely because they involve a greater gain to others than to ourselves? “With those who can argue in this way I have nothing in common. I shrink with as much horror from believing that my race can ever be superseded or surpassed, as I should do from believing that even at the remotest period my ancestors were other than human beings. Could I believe that ten hundred thousand years ago a single one of my ancestors was another kind of being to myself, I should lose all self-respect, and take no further pleasure or interest in life. I have the same feeling with regard to my descendants, and believe it to be one that will be felt so generally that the country will resolve upon putting an immediate stop to all further mechanical progress, and upon destroying all improvements that have been made for the last three hundred years. I would not urge more than this. We may trust ourselves to deal with those that remain, and though I should prefer to have seen the destruction include another two hundred years, I am aware of the necessity for compromising, and would so far sacrifice my own individual convictions as to be content with three hundred. Less than this will be insufficient.”

Еревонське суспільство дійшло висновку, що:

«...машинам, зрештою, судилося витіснити людську расу та здобути інстинкти, життєва сила яких перевишує інстинкти тварин так само, як інстинкти тварин домінують над рослинними. Отже... вони провели очищення від усіх машин, які були у використанні менше 271 року...»
Оригінальний текст (англ.)
"...that the machines were ultimately destined to supplant the race of man, and to become instinct with a vitality as different from, and superior to, that of animals, as animal to vegetable life. So... they made a clean sweep of all machinery that had not been in use for more than two hundred and seventy-one years..."

Незважаючи на початкову популярність Еревона, Батлер у передмові до другого видання зазначив, що рецензенти «в деяких випадках були схильні розглядати розділи про машини як спробу звести теорію пана Дарвіна до абсурду». Він заперечував, що «мало що було б для мене огиднішим, ніж будь-яка спроба посміятися над містером Дарвіном», але також додав: «Однак я здивований, що жодному рецензенту не спала на думку книга, в якій подібний приклад зловмисного неправильного використання аналогії здавався би найбільш природним; я також не буду згадувати тут назву цієї книги, хоча гадаю, що даної підказки буде достатньо», що може навести на думку, що глава про Машини насправді була сатирою, спрямованою на ілюстрацію «зловмисного використання аналогії», навіть якщо метою не був Дарвін; Батлер, побоюючись, що він образив Дарвіна, написав йому листа, в якому пояснював, що справжньою мішенню була книга Джозефа Батлера «Аналогія релігії, природної та виявленої, з конституцією та перебігом природи», видана у 1736 році. Вікторіанський вчений Герберт Сассман припустив, що, хоча дослідження еволюції машин Батлером було задумано як пародійне, він, можливо, також був щиро зацікавлений ідеєю, що живі організми є різновидом механізму, і досліджував це поняття у своїх працях про машини, тоді як філософ Луї Флакк назвав це «сумішшю веселощів, сатири та вдумливих спекуляцій». 

## Еволюція глобального інтелекту
Джордж Дайсон застосовує первісний засновок Батлера до штучного життя та інтелекту Алана Тюрінга в статті «Дарвін серед машин: Еволюція глобального інтелекту» (1998) ISBN 0-7382-0030-1, щоб припустити, що Інтернет є живою, мислячою істотою.

Основна заява Дайсона полягає в тому, що еволюція свідомості для сучасних технологій неминуча. Незрозуміло, чи буде це єдиний розум чи декілька розумів, наскільки розумним буде цей розум і навіть чи зможемо ми з ним спілкуватися. Він також чітко говорить про те, що на Землі існують форми інтелекту, з якими ми зараз не спроможні порозумітися.
З книжки: «Питання про те, який саме розум, якщо взагалі якийсь, почне усвідомлювати велике згортання ідей, що зараз відбувається, не є безглуздим запитанням; але поки що занадто рано очікувати відповіді, яка була би для нас значущою.» 
Оригінальний текст (англ.)
Dyson's main claim is that the evolution of a conscious mind from today's technology is inevitable. It is not clear whether this will be a single mind or multiple minds, how smart that mind would be, and even if we will be able to communicate with it. He also clearly suggests that there are forms of intelligence on Earth that we are currently unable to understand. From the book: "What mind, if any, will become apprehensive of the great coiling of ideas now under way is not a meaningless question, but it is still too early in the game to expect an answer that is meaningful to us."

## Подальші праці, що розвивають цю тему
Тема людства у стані війни чи в конфлікті з машинами зустрічається в ряді пізніших науково-фантастичних робіт:
- «Розв'язати протиріччя», Айзек Азімов (1950)
- «Невидимий хлопчик»[en], Metro-Goldwyn-Mayer (1957)
- «Колос: Проєкт Форбіна», Денніс Фелтем Джонс (1966) / Стенлі Чейз, Джеймс Бріджес[en] (1970)
- «За всіма наглядають машини люблячої благодаті»[en], Річард Бротіґан (1967)
- «Я не маю рота, але мушу кричати», Гарлан Еллісон (1967)
- «Чи мріють андроїди про електричних овець?», Філіп Дік (1968), адаптований Майклом Ділі[en], Гемптоном Фанчером[en] і Девідом Піплзом для фільму «Той, хто біжить по лезу» (1982)
- «Юність P-1»[en], Томас Джозеф Раян (1977)
- «Термінатор», Джеймс Кемерон і Ґейл Енн Герд[en] (з 1984 року)
- «Матриця», сестри Вачовскі (з 1999 року)
- «Дюна: Батлеріанський джихад», Брайан Герберт і Кевін Дж. Андерсон (2002), дія відбувається у вигаданому всесвіті Дюни, створеному Френком Гербертом
- «Люди (телесеріал)» (2015)

## Дивіться також
- Батлеріанський джихад, вигадана історична подія, введена в романах Френка Герберта про «Дюну». Ця назва часто тлумачиться як посилання на Семюеля Батлера.
- Штучний інтелект
- Неолуддизм
- OpenAI
- Технологічна сингулярність
- Технофобія
- «За всіма наглядають машини люблячої благодаті» (телесеріал)[en]

## Зовнішні посилання
- «Дарвін серед машин»: огляд і коментар
- «Машина розумна і людська мораль»
- «Що мені, Роботу, з цим зробити?»